# Sorokdo
Sorokdo (koreanska: 소록도) är en ö i Sydkorea.   Den ligger i provinsen Södra Jeolla, i den södra delen av landet, 300 km söder om huvudstaden Seoul. Arean är 4,1 kvadratkilometer.
Terrängen på Sorokdo är platt. Öns högsta punkt är 104 meter över havet. Den sträcker sig 2,4 kilometer i nord-sydlig riktning, och 3,7 kilometer i öst-västlig riktning.